# Serra de Tramuntana
Serra de Tramuntana je pohoří na Mallorce, hlavním z Baleárských ostrovů. Táhne se podél severního pobřeží ostrova ve směru jihozápad-severovýchod. Jeho délka je přibližně 70 km. Nejvyšším vrcholem pohoří je hora Puig Major, která dosahuje výšky 1436 m n. m. Druhou nejvyšší horou je Penyal de Migdia s výškou 1398 metrů. Třetí pak Puig de Massanella (1364 m).
V roce 2011 byla oblast pro svůj mimořádný přírodní a kulturní význam zapsána na seznam světového dědictví UNESCO. Zdejší kulturní krajina je po tisíciletí utvářena lidskou činností. Působením lidských rukou zde vznikly terasovitě upravené svahy, důmyslné systémy hospodaření s povrchovou vodou a pestrá mozaika drobných produkčních jednotek.

## Fotogalerie

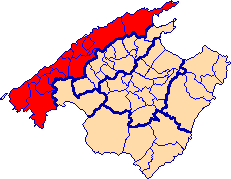
vymezení pohoří na Mallorce
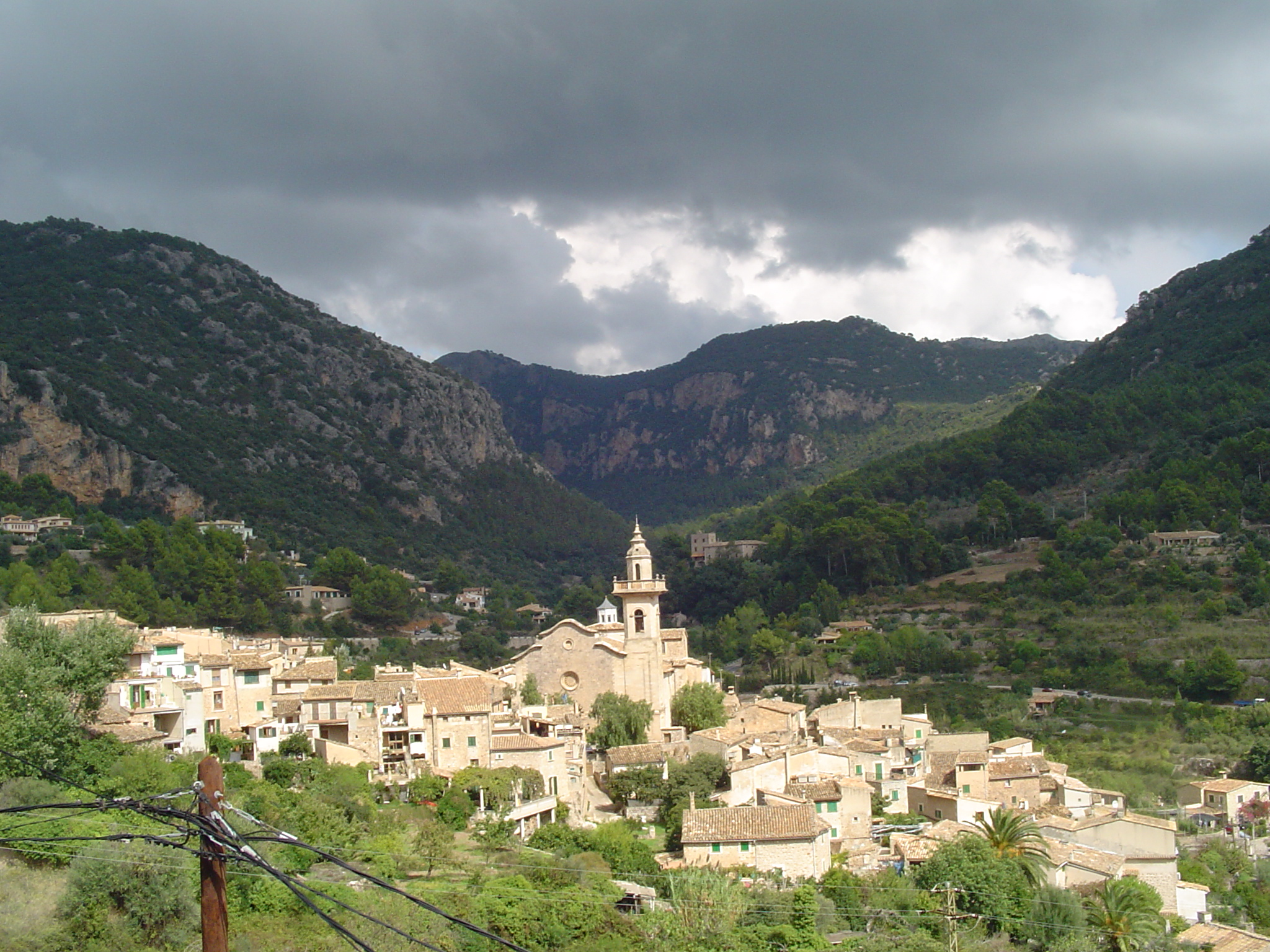
Valldemossa
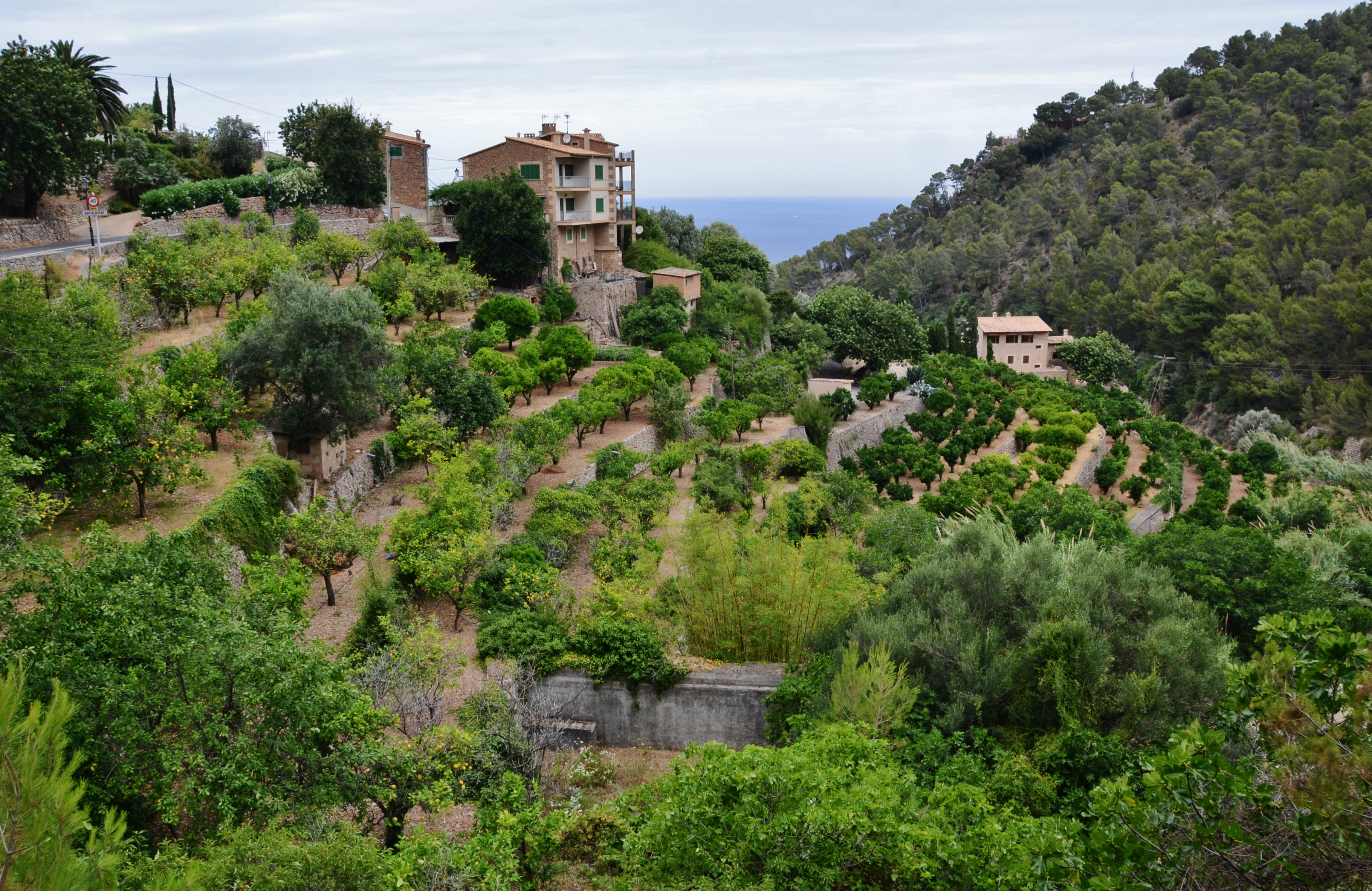
Serra de Tramuntana
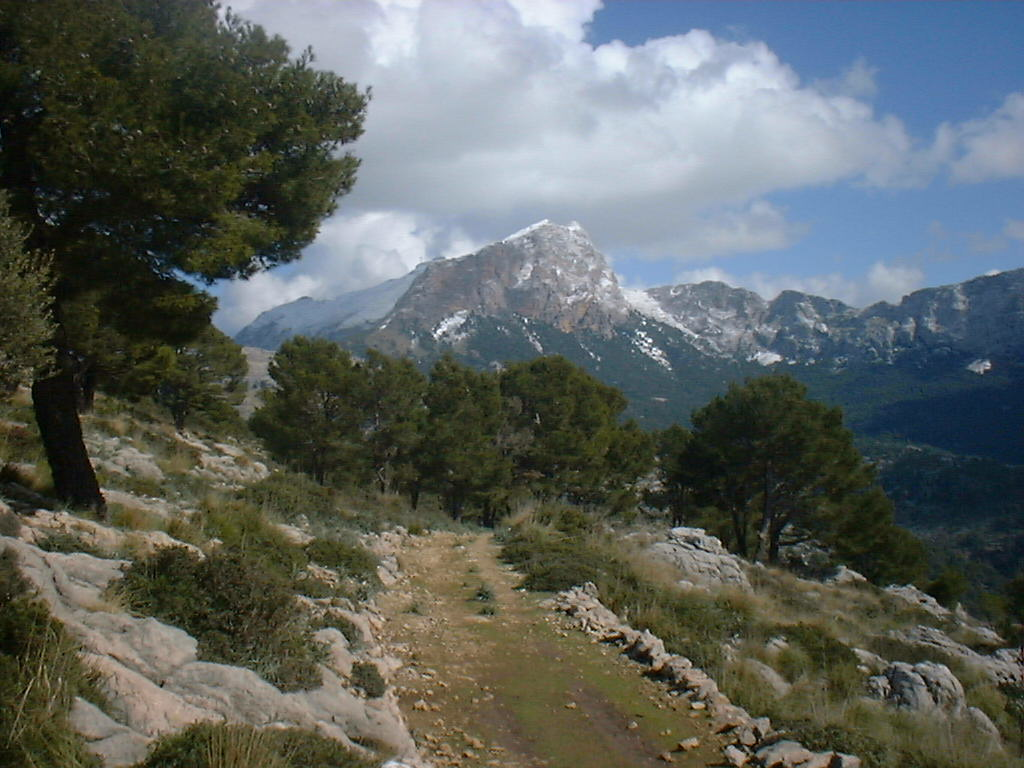
Puig Major